# Arthur Lanci
Arthur Diego Mariano Lanci (Paranavaí, 13 de fevereiro de 1996) é um voleibolista brasileiro praticante da modalidade de vôlei de praia  e foi medalhista de ouro no Campeonato Mundial de Vôlei de Praia Sub-19 em 2014 em Portugal e também na edição do Campeonato Mundial de Vôlei de Praia Sub-21 de 2016 na Suíça.

## Carreira
A modalidade que inicialmente o interessava foi o futsal,  e sua irmã que praticava o vôlei acabou influenciando a praticar esta modalidade e ingressou aos 14 anos de idade numa escolinha de voleibol, após destacar-se recebeu o convite do técnico Robson Xavier para treinar na cidade de Maringá pela Amvp.
Representou  ao lado de Júlio Macedo o Colégio Nobel de Maringá  na conquista do título dos Jogos Escolares do Paraná (JEP´s) de 2012, este disputado  na cidade de Toledo depois terminaram com o vice-campeonato nas Olimpíadas Escolares no mesmo ano em Cuiabá.
Após destaque na edição dos Jogos Escolares da Juventude Belém 2013  foi convocado pelo COB de CBV para os treinamentos no Centro de Desenvolvimento de Voleibol em Saquarema; conquistou  o título do supracitado evento em Belém ao lado de Juliano Mendes.
Em 2013 ainda disputou o Circuito Brasileiro de Vôlei de Praia Sub-21 e conquistou ao lado de Paulo Bulguerolli o título da etapa de João Pessoa. repetindo o feito com Eduardo Rocha na etapa de Brasília e foi campeão geral neste circuito.Neste mesmo ano formando dupla com Alexandre  Elias  disputou Circuito Sul-Americano de Vôlei de Praia Juvenil 2013-14, torneio classificatório em Assunção para Jogos Olímpicos de Verão da Juventude de 2014 conquistando a medalha de ouro e participaram ada segunda etapa disputada em Montevidéu conquistando também o ouro, depois jogou a etapa de Lima com George Wanderley, conquistando mais uma medalha de ouro.
No ano de 2014 formou dupla com George Wanderley para a disputa do Campeonato Mundial de Vôlei de Praia Sub-19 realizado em Porto e sagraram-se campeões e juntos também competiram na edição dos Jogos Olímpicos de Verão da Juventude de 2014 sediado em Nanquim finalizando na quinta colocação.
Formou dupla com Eduardo Rocha na edição do Circuito Brasileiro de Vôlei de Praia Sub-21 de 2014, conquistando nesta temporada os títulos das etapas de Palmas, de Maringá, de  Maceió e  de Fortaleza, encerrando com título geral da competição.
Com Adrielson Emanuel sagrou-se vice-campeão, representando a cidade de Maringá, nos 28º Jogos da Juventude do Paraná (JOJUP´s) em 2014,  fase final da divisão A, competição realizada em São José dos Pinhais; com esta parceria conquistou o título da etapa de João Pessoa pelo Circuito Brasileiro de Vôlei de Praia Sub-19 de 2014. Ainda foram campeões na etapa do Rio de Janeiro do Circuito Brasileiro de Vôlei de Praia Sub-21 de 2015, obtendo o vice-campeonato na etapa de Maringá, o bronze na etapa de Uberlândia, outro vice-campeonato em João Pessoa e ao vencerem a etapa de Manaus conquistaram o título geral do circuito, ou seja, o tricampeonato consecutivo.
Com Eduardo Rocha disputou a etapa de Cochabamba do Circuito Sul-Americano de Vôlei de Praia de 2014-15 terminando na nona posição, ainda juntos estrearam no Circuito Mundial de Vôlei de Praia de 2015 terminando na vigésima quinta posição no Aberto do Rio de Janeiro e disputaram a etapa de Brasília do Circuito Brasileiro de Vôlei de Praia Open 2015-16 terminando na quinta posição como também em Contagem e em Niterói, ainda terminaram na nona posição em Fortaleza e competiram na edição do SuperPraia de 2016 terminando na quarta posição.
Em 2015 estreou em uma competição profissional nacional ao lado de Felipe Cavazin que foi na edição do SuperPraia B  sediado em Maceió. Com Eduardo Davi  obteve o título da etapa de Chapecó pelo Circuito Brasileiro de Vôlei de Praia Sub-23 de 2015, além da terceira posição nas etapas de Campo Grande e de Vitória; ainda conquistaram o vice-campeonato na etapa do Rio de Janeiro, retornando ao lugar mais alto do pódio na etapa de Salvador e em Brasília, finalizando com o título geral da temporada.
Com Eduardo Rocha terminou no quarto lugar na etapa de Coquimbo pelo Circuito Sul-Americano de Vôlei de Praia de 2016 e disputaram a etapa de Ancón encerraram na nona posição.Depois ao lado de Daniel Lazzari disputou etapas do Circuito Mundial de Vôlei de Praia de 2016, não pontuando quando terminaram na quadragésima primeira posição no Aberto de Xiamen e também não obtendo posto no Major Series de Klagenfurt.
Em outro oportunidade ao lado de George Wanderley disputa a edição do Campeonato Mundial de Vôlei de Praia de 2016 em Lucerna obtendo mais uma medalha de ouro.
Disputou o Circuito Brasileiro de Vôlei de Praia Sub-21 de 2016 e conquistou ao lado de Adrielson Emanuel o título da etapa de Jaboatão dos Guararapes e também nas etapas do Rio de Janeiro e de Palmas e obteve o tetracampeonato de forma consecutiva no referido torneio.
Pelo Circuito Brasileiro de Vôlei de Praia Sub-23 de 2016 esteve com George Wanderley quando terminaram na terceira posição na etapa de Jaboatão dos Guararapes, sagraram-se campeões no Rio de Janeiro, em Brasília e em São José, obtendo o bicampeonato geral consecutivo na história do torneio.
Com Eduardo Rocha conquistou o vice-campeonato na etapa de Uberlândia válida pelo Circuito Brasileiro de Vôlei de Praia Nacional de 2016-17; juntos encerram na décima terceira posição na etapa de Campo Grande pelo Circuito Brasileiro de Vôlei de Praia Open 2016-17 na nona posição na etapa de Brasília e também em Curitiba, ainda foram terreiros colocados em São Jose, novamente obteve a nona posição na etapa de João Pessoa, depois terminaram na décima terceira posição na etapa de Maceió, e o nono posto na etapa de Vitória; alcançaram a décima terceira colocação na edição do SuperPraia de 2017 realizado em Niterói.
Na etapa de Coquimbo do Circuito Sul-Americano de Vôlei de Praia de 2017 esteve novamente com George Wanderley e conquistaram a medalha de bronze. Passou a competir compondo dupla com Allison Francioni na edição do Circuito Brasileiro de Vôlei de Praia Challenger de 2017, sendo vice-campeões na etapa de Maringá, alcançando o título na etapa de Bauru, depois terminaram em quinto na etapa de Palmas, o mesmo ocorrendo na etapa do Rio de Janeiro, mas conquistaram o título geral da temporada deste circuito.
Na temporada 2017-18 atuou com Hevaldo Moreira na etapa de Campo Grande do Circuito Brasileiro de Vôlei de Praia Open correspondente, e obtiveram a décima nona posição, foram campeões na etapa de Natal, décima nona posição na etapa de Itapema, quinto posto na etapa de Fortaleza, na etapa de João Pessoa e finalizaram na sexta posição na classificação geral final.
Com Hevaldo Moreira conquistou a medalha de bronze na edição do SuperPraia de 2018 realizado em Brasília; juntos disputaram a edição do Circuito Mundial de Vôlei de Praia de 2018, finalizaram na trigésima terceira posição no torneio categoria quatro estrelas em Itapema e nono lugar no torneio uma estrela de Miguel Pereira, ainda competiram juntos na etapa de Nova Viçosa pelo Circuito Sul-Americano de 2018 quando encerraram na nona colocação e foram medalhistas de bronze na etapa de Cañete pelo mesmo circuito. Ainda em 2018 disputou ao lado de Felipe Queiroz do Vale a edição 61º Jogos Abertos do Paraná (JAPS), representando a cidade de Cascavel, alcançaram a quarta posição. Ao lado de Hevaldo conquistou o título da etapa de Palmas do Circuito Brasileiro de Vôlei de Praia Open de 2018-19.
Disputou as etapas do Circuito Mundial de Vôlei de Praia de 2018 ao lado de Márcio Gaudie alcançando a nona posição no Aberto de Anapa, categoria uma estrela, a quinta colocação na mesma categoria nos Abertos de Baden, Ljubljana e Vaduz, assim como no torneio categoria duas estrelas de Cingapura e disputaram juntos a etapa de Opava pelo Circuito Tcheco de Vôlei de Praia de 2018, alcançando o titulo.

## Títulos e resultados
- Etapa do Peru do Circuito Sul-Americano de Vôlei de Praia:2018[80]
- Etapa do Chile do Circuito Sul-Americano de Vôlei de Praia:2017[66]
- Etapa do Chile do Circuito Sul-Americano de Vôlei de Praia:2016[42]
- Etapa de Opava do Circuito Tcheco de Voleibol de Praia:2018[28]
- Superpraia:2018[78]
- Superpraia:2016[33]
- Etapa de Natal do Circuito Brasileiro de Voleibol de Praia Open:2018-19[82]
- Etapa de Natal do Circuito Brasileiro de Voleibol de Praia Open:2017-18[73]
- Etapa de São José do Circuito Brasileiro de Voleibol de Praia Open:2016-17[60]
- Etapa de Uberlândia do Circuito Brasileiro de Voleibol de Praia - Nacional:2016-17[56]
- Circuito Brasileiro de Voleibol de Praia - Challenger:2017[71]
- Etapa de Bauru do Circuito Brasileiro de Voleibol de Praia - Challenger:2017[68]
- Etapa de Maringá do Circuito Brasileiro de Voleibol de Praia - Challenger:2017[67]
- Etapa do Peru do Circuito Sul-Americano de Vôlei de Praia Juvenil:2014[12]
- Etapa do Uruguai do Circuito Sul-Americano de Vôlei de Praia Juvenil:2013[11]
- Etapa do Paraguai do Circuito Sul-Americano de Vôlei de Praia Juvenil:2013[9]
- Circuito Brasileiro de Vôlei de Praia Sub-23:2016[55]
- Circuito Brasileiro de Vôlei de Praia Sub-23:2015[41]
- Circuito Brasileiro de Vôlei de Praia Sub-21:2016[50]
- Circuito Brasileiro de Vôlei de Praia Sub-21:2015[26]
- Circuito Brasileiro de Vôlei de Praia Sub-21:2014[19]
- Circuito Brasileiro de Vôlei de Praia Sub-21:2013[1]
- Etapa de Brasília do Circuito Brasileiro de Vôlei de Praia Sub-23:2015[41]
- Etapa de São José do Circuito Brasileiro de Vôlei de Praia Sub-23:2016[54]
- Etapa de Brasília do Circuito Brasileiro de Vôlei de Praia Sub-23:2016[53]
- Etapa do Rio de Janeiro do Circuito Brasileiro de Vôlei de Praia Sub-23:2016[52]
- Etapa de Salvador do Circuito Brasileiro de Vôlei de Praia Sub-23:2015[39]
- Etapa de Chapecó do Circuito Brasileiro de Vôlei de Praia Sub-23:2015[35]
- Etapa do Rio de Janeiro do Circuito Brasileiro de Vôlei de Praia Sub-23:2015[38]
- Etapa de Jaboatão dos Guararapes do Circuito Brasileiro de Vôlei de Praia Sub-23:2016[51]
- Etapa de Vitória do Circuito Brasileiro de Vôlei de Praia Sub-23:2015[37]
- Etapa de Campo Grande do Circuito Brasileiro de Vôlei de Praia Sub-23:2015[36]
- Etapa de Palmas do Circuito Brasileiro de Vôlei de Praia Sub-21:2016[49]
- Etapa do Rio de Janeiro do Circuito Brasileiro de Vôlei de Praia Sub-21:2016[48]
- Etapa de Jaboatão dos Guararapes do Circuito Brasileiro de Vôlei de Praia Sub-21:2016[47]
- Etapa do Manaus do Circuito Brasileiro de Vôlei de Praia Sub-21:2015[26]
- Etapa do Rio de Janeiro do Circuito Brasileiro de Vôlei de Praia Sub-21:2015[22]
- Etapa de João Pessoa do Circuito Brasileiro de Vôlei de Praia Sub-21:2015[25]
- Etapa de Maringá do Circuito Brasileiro de Vôlei de Praia Sub-21:2015[23]
- Etapa de Uberlândia do Circuito Brasileiro de Vôlei de Praia Sub-21:2015[24]
- Etapa de Fortaleza do Circuito Brasileiro de Vôlei de Praia Sub-21:2014[19]
- Etapa de Maceió do Circuito Brasileiro de Vôlei de Praia Sub-21:2014[18]
- Etapa de Maringá do Circuito Brasileiro de Vôlei de Praia Sub-21:2014[17]
- Etapa de Palmas do Circuito Brasileiro de Vôlei de Praia Sub-21:2014[16]
- Etapa de Brasília do Circuito Brasileiro de Vôlei de Praia Sub-21:2013[7]
- Etapa de João Pessoa do Circuito Brasileiro de Vôlei de Praia Sub-21:2013[6]
- Etapa de João Pessoa do Circuito Brasileiro de Vôlei de Praia Sub-19:2014[21]
- Jogos Abertos do Paraná:2018[81]
- Jogos da Juventude do Paraná:2014[20]
- Jogos Escolares da Juventude:2013[5]
- Jogos Escolares do Paraná:2012[2]
- Olimpíadas Escolares:2012[3]

## Premiações individuais
[carece de fontes?]